# Пореска реформа из 1884. године
Пореска реформа из 1884. године. Током претходних деценија у Србији је основни порез била главница, где свако плаћа једнак порез, а која је са раслојавањем становништва постала неправедна и која није обезбеђивала довољне пореске приходе државном буџету. Држава се доста задужила, а новац је био потребан за ратове и реформисање Србије. Стога је влада Милутина Гарашанина извела дубоку пореску реформу непосредних пореза. Како је говорио и краљ Милан, дајући подршку и најављујући пореску реформу, „непосредни данак, за који се, истина, пише да се плаћа по имућности, почива, у ствари, још на старим средњовековним основама просте личне наглавице“. Нацрт реформе припремила је комисија (Панта Јовановић, Михаило Вујић и Вукашин Петровић), а на основу Петровићевог концепта.
Петровићев предлог обухватио је 4 непосредна пореза – на земљу, на зграде, на принос новчаног капитала и на зараде. Тај предлог детаљно је расправљан и мењан на серији саветовања у влади „од јутра до мрака“. Важни учесници били су Милан Пироћанац, који је важио за једног од најјачих у финансијским питањима, и председавајући краљ Милан, који је за финансијске послове имао дара. Најважније неслагање настало је око пореза на земљиште, од кога су краљ и Петровић очекивали значајне приходе, док је Пироћанац тражио смањење пореских стопа, бојећи се реакције сељака. Прихваћено је средње решење, а за накнаду уведен је порез на личност. У Скупштини су додатно смањене стопе пореза на земљиште, а уведен је порез на капитал уложен у радње.
Услед техничке немогућности да се уведе јединствен порез на доходак грађана, прибегло се стварању система објектних пореза, од којих је сваки теретио по један приход или извор дохотка становника. Сви заједно требало је да захвате пореску снагу обвезника. За то време, створен је модеран и добро уравнотежен порески систем. 
Очекивања од пореске реформе била су велика. И народ је добро прихватио нове порезе, знајући да су далеко праведнији него ранији. Тај порески систем остао је на снази, уз измене, до Другог светског рата.